# Республиканский совет Момбасы
Республиканский совет Момбасы (англ. Mombasa Republican Council,
MRC) — сепаратистская организация, расположенная в прибрежном городе Момбаса, Кения. Группа претендует на районы вокруг Момбасы и прибрежной зоны. У неё есть как мусульманские, так и христианские сторонники. Лидером группы является Омар Мвамнуадзи (англ. Omar Mwamnuadzi), и в 2014 году ему было предъявлено обвинение вместе с 11 другими членами. Тем не менее, группа опровергает утверждения правительственных чиновников о том, что она установила связи с воинствующей сомалийской исламистской группировкой аш-Шабаб.

## История
Республиканский совет Момбасы был создан в 1999 году для борьбы с предполагаемой политической и экономической дискриминацией жителей Прибрежной провинции. Группа возводит свои требования об отделении к соглашениям 1895 и 1963 годов о передаче от Занзибара десятимильного участка земли вдоль побережья правительству Кении. Некоторые критики характеризуют эти британские соглашения как форму взяточничества, призванную облегчить колонизацию внутренних районов. Группа оспаривает эти соглашения как недействительные, потому что они были приняты без согласия заинтересованных сторон побережья, и заявляет, что государство Кения не соблюдает положения, направленные на защиту населения прибрежных районов.

## Требования отделения
Республиканский совет Момбасы находился в бездействии до 2008 года, когда он впервые заявил о том, что Момбаса должна выйти из состава Кении, чтобы стать независимым государством. Они утверждали, что отделение освободит жителей прибрежной провинции от маргинализации со стороны сменяющих друг друга правительств в Кении. Совет использовал лозунг Pwani Si Kenya ("Прибрежная провинция — не Кения"). В ответ правительство объявило эту группу нелегальной организацией вместе с другими 33 группами.
Республиканский совет Момбасы оспорил решение правительства в суде. Верховный суд Момбасы снял запрет и постановил, что утверждение о незаконности группы является неконституционным.